# ホワイトハウス・ハニー・エール

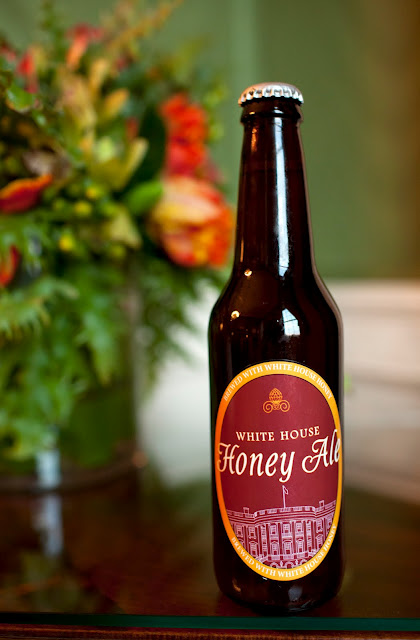
ホワイトハウスハニーエール (2011)

ホワイトハウスハニーエール（英語: White House Honey Ale）はホワイトハウスで初めて醸造されたエール（上面発酵ビール）として知られる。
事の始まりは2011年1月にホームブルーイングキットを購入したアメリカ合衆国大統領バラク・オバマのリクエストだった。2012年以降はハニーエールに加えて、ホワイトハウスハニーブロンドエールとホワイトハウスハニーポーターの二種類が醸造されている。

## 背景

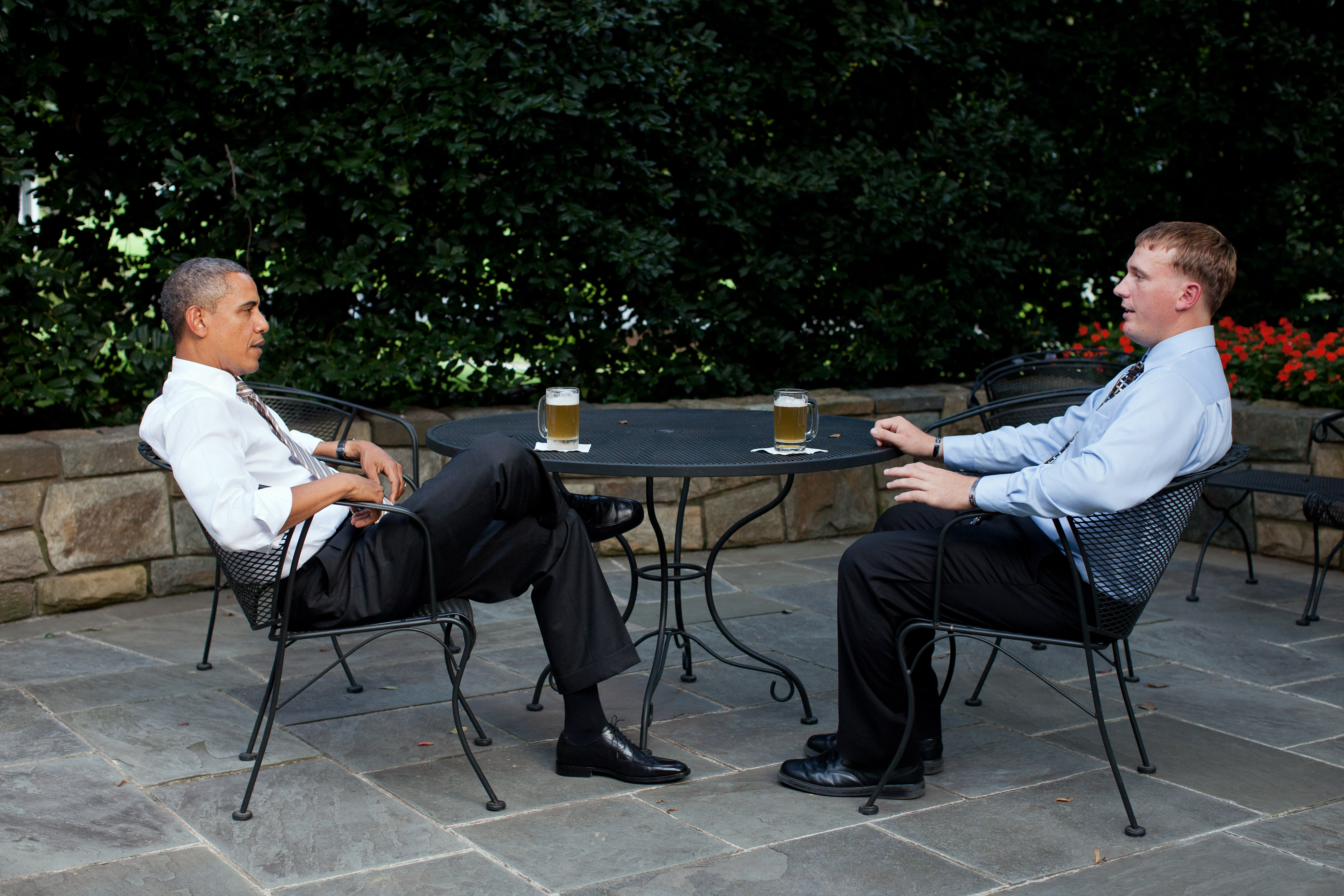
バラク・オバマとダコタ・メイヤーがホワイトハウスハニーエールを飲んでいる（2011年9月15日）。

ホワイトハウスのシェフには、瓶詰めしてカスタムロゴを貼り付けるまでは、伝統的なビール醸造法を使うことを指定している。それにはサウスローンの養蜂箱から集められた1ポンド(約453グラム)のはちみつも含まれる。ロゴには、黄色で囲まれた栗色の背景にホワイトハウスの線画が描かれている。
このビールはホワイトハウスで催される様々なイベントのために醸造されている。交際のある著名人やアメリカ合衆国議会の議員を含む約200人の招待客が集ったスーパーボウルパーティーは、エールが振舞われた初期のイベントの一つである。このイベント用に90から100本のボトルを用意するため、10米ガロン (38 L)近くが製造された。聖パトリックの祝日用にも幾つかのボトルが醸造されたことがある。
2011年9月15日に元アメリカ海兵隊三等軍曹ダコタ・メイヤーはホワイトハウスで名誉勲章を授与された。それに先立って電話により彼の受賞が通知された時、彼はオバマ大統領とビールを飲み交わすというリクエストをした。大統領は彼の提案を了承し、大統領執務室外の中庭でエールを飲み交わした。
1801年から1809年までホワイトハウスに居住した元大統領トーマス・ジェファーソンは、引退後は特に自身でビールの醸造を行なっていたことが知られている。彼はアメリカ初の地ビール醸造者と呼ばれているが、ホワイトハウス内で行われていたという証拠はない。

## 要望

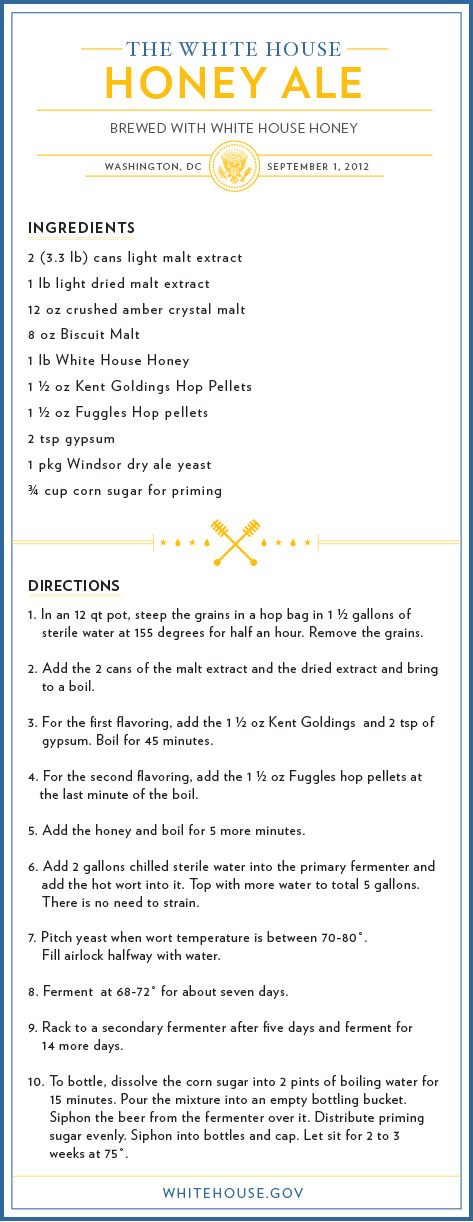
公式レシピ

2012年8月21日，ホワイトハウスハニーエールのレシピ閲覧に関して、少なくとも2つの情報公開請求がカリフォルニアの弁護士Scott Talkovとテキサスの弁護士Brodie Burks (ともに自家醸造家) からホワイトハウスへ送られた。2012年8月29日、Redditでの簡潔な Q&A のやり取りにおいて、オバマ大統領は「レシピの公開はまもなく! 私の実体験から言ってもコレは美味しい。」とレシピの公開を発表した。
2012年9月01日のホワイトハウスのブログでレシピは公開された。

## レシピ

### 材料 (約20リットル分)
- ライト・モルトエクストラクト 2缶 (一缶約1500 g (3.3 lb))
- ドライ・モルトエクストラクト 約450 g (1 lb)
- アンバー・クリスタル・モルト(クラッシュ) 約340 g (12 oz)
- ビスケット・モルト 約227 g (8 oz)
- ホワイトハウス製はちみつ 約450 g (1lb)
- ケント・ゴールディングスのホップペレット 約42 g (1 1/2 oz)
- ファグルスのホップペレット 約42 g (1 1/2 oz)
- 石膏 ティースプーン2杯
- ウィンザーのエール・イースト(ドライ) 一袋
- プライミング用コーンシュガー (3/4カップ)

### 作り方
1. 11リットルの鍋に、約5.7リットル (1 1/2 gallons) の減菌水を68℃に加熱し、ホップ袋に詰めたモルトを30分浸す。
2. モルトエクストラクトを入れて煮立たせる
3. 第一調味料として、ケント・ゴールディングスのホップペレットと石膏を入れて45分煮る
4. 第二調味料として、ファグルスのホップペレットを最後の1分だけ煮る
5. はちみつを入れてさらに5分煮る。
6. 約7.6リットル (2 gallons) の冷たい減菌水を第一醸造タンクに入れ、先ほど煮た麦汁を入れ、合計19リットル(5 gallons) になるまで水を加える。水温が約21℃から27℃(70F-80F)になったらイーストを入れ、タンクを密閉してガス抜きを設置する。
7. 約20℃から22℃に保ちおよそ1週間発酵を続ける
8. 5日間経ったら第二醸造タンクに移し替えて、さらに2週間発酵する。
9. 約0.95リットル(2 pints)のお湯でコーンシュガーを15分間溶かす。
10. 溶けたら、空の瓶詰め用バケツに入れ、サイフォンで醸造タンクのビールを移す。プライミング用シュガーが均等になるよう混ぜて、サイフォンで瓶に詰めて、栓をする。約24℃(75F)で2,3週間発酵させる。